# Route nationale 66 (Belgique)
Pour les articles homonymes, voir Route nationale 66.
La route nationale 66 est une route nationale de Belgique qui relie Huy à Trois-Ponts. Celle-ci se termine à Trois-Ponts sur la route nationale 68 reliant Eupen à Vielsalm.

## Description du tracé

### Communes sur le parcours
- Région wallonne
  -  Province de Liège
    - Huy
    - Modave
    - Tinlot
    - Ouffet
    - Hamoir
    - Ferrières
    - Stoumont
    - Trois-Ponts

## Statistiques de fréquentation
| BK | Début | Fin | Trafic moyen journalier (6h–22h, en milliers), | Trafic moyen journalier (6h–22h, en milliers), | Trafic moyen journalier (6h–22h, en milliers), | Trafic moyen journalier (6h–22h, en milliers), | Trafic moyen journalier (6h–22h, en milliers), | Trafic moyen journalier (6h–22h, en milliers), | Trafic moyen journalier (6h–22h, en milliers), |
| BK | Début | Fin | 1985                                           | 1990                                           | 1995                                           | 2000                                           | 2005                                           | 2010                                           | 2015                                           |
| -- | ----- | --- | ---------------------------------------------- | ---------------------------------------------- | ---------------------------------------------- | ---------------------------------------------- | ---------------------------------------------- | ---------------------------------------------- | ---------------------------------------------- |